# Bembidion recticolle
Bembidion recticolle es una especie de escarabajo del género Bembidion, familia Carabidae. Fue descrita científicamente por LeConte en 1863.
Se distribuye por América del Norte, en Canadá y los Estados Unidos. Esta especie habita en zonas boscosas, en los bordes y orillas de lagunas, en terrenos arenosos.

## Sinonimia
- Bembidion oblatum Casey, 1918
- Bembidion pertinax Casey, 1918
- Bembidion tetragonoderum Chaudoir, 1868
- Bembidion umbraticola Casey, 1918